# TOKYO SKY STORY
『TOKYO SKY STORY』（トーキョースカイストーリー）は、2013年公開の日本映画。
東京スカイツリー開業1周年を記念して作られたショートフィルムである。2013年5月23日に東京スカイツリータウンで行われたショートショートフィルムフェスティバルで初上映。記者発表では司会をLiLiCoが担当し、スリムクラブ、スカイツリーのマスコットであるソラカラちゃんなどが登壇した。 また音楽を元・相対性理論の真部脩一が担当している。

## ストーリー
長年付き合っているカップルのヒロミとコウジ。
二人は些細な事でケンカし、タクシーでお互い無言のまま。
ヒロミが降りた後、コウジは運転手の黒田に聞く。
「結婚を考えてるんですが、うまくいかなくて・・・。運転手さんはご結婚されてるんですか？」
同じ頃、ラジオではパーソナリティーが中学生の恋の悩み相談にのっている。
「どうしたら告白できますか？」
翌日。
コウジは黒田のアドバイスを受けて、ヒロミをデートに誘う。
中学生も好きな子をデートに誘う。
そして、そんな青春映画を撮ろうとしている自主映画サークルがいた。
クライマックスシーンはスカイツリーで撮るらしい・・・。

## スタッフ
- 監督・脚本：真壁幸紀（ROBOT）
- 音楽：真部脩一
- 撮影：角田真一
- 製作総指揮：別所哲也

## キャスト
- 比嘉愛未（ヒロミ）
- 高橋一生（コウジ）
- 小林ユウキチ（桜井）
- 田口トモロヲ（タクシー運転手・黒田）
- スリムクラブ（特別出演）